# Nefiac
Nefiac ([nəfi'ak], en francès Néfiach) és un poble, cap de la comuna del mateix nom, de 1.227 habitants, de la comarca del Rosselló, a la Catalunya del Nord. És un dels pobles del Riberal de la Tet. La dita diu : "La gara (estació de trens) de canya".

## Etimologia
Joan Coromines inclou Nefiac entre els topònims que indiquen un predi romà, amb el sufix -acum, derivat d'un nom propi romà, Nymphius.

## Geografia

### Localització i característiques generals del terme

Situació de la comuna de Nefiac en el Rosselló

El terme comunal de Nefiac, d'una extensió de 88.100 hectàrees, és situat a la subcomarca del Riberal de la Tet, al nord-oest de la dels Aspres, a prop de l'extrem de ponent de la comarca del Rosselló. És a prop de la comarca del Conflent, en una zona de relleu bàsicament pla, a banda i banda del riu ja esmentat.
El terme comunal de Nefiac s'estén a banda i banda d'aquest riu, amb dues zones molt diferenciades: a la dreta del riu, la plana del Riberal, on es troba el poble de Nefiac, essencialment agrícola. A l'esquerra del riu es troba la zona més muntanyosa, que forma part del massís que separa les valls de la Tet i de l'Aglí, en la qual només hi ha un sector agrícola, a ran de Tet, davant mateix i al nord del poble de Nefiac: les Bosigues del Devés i les Bosigues Dolentes.
Termes municipals limítrofs:
|      | Bellestar |         |
| Illa |           | Millars |
|      |           |         |

### El poble de Nefiac

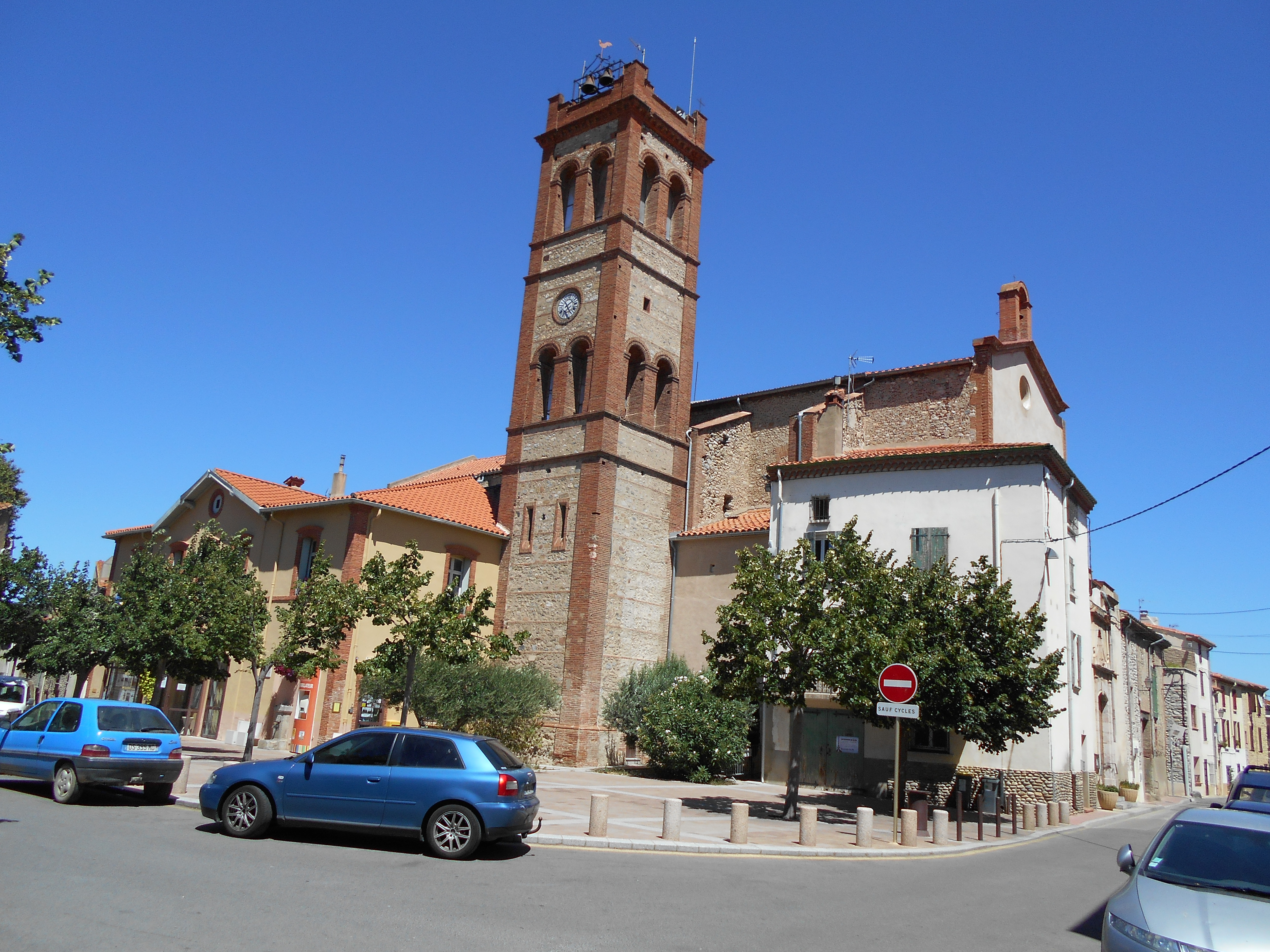
Plaça de Nefiac, amb la Casa del Comú i l'església parroquial

Nefiac té els seus orígens en la cellera formada per l'església parroquial de Santa Maria i el seu cementiri, actualment convertit en plaça (la Plaça d'Antonin Vails), on hi ha també la Casa del Comú. A partir de la cellera, que modernament rebé el nom de Barri de la Plaça, el poble començà a expandir-se, encara en època medieval, cap al sud i sud-est, formant un conjunt compacte amb clara morfologia de vila closa. Una part de la cellera fou absorbida per la creixença de l'església parroquial, promoguda entre 1718 i 1754 per Mateu Maron, rector del poble.

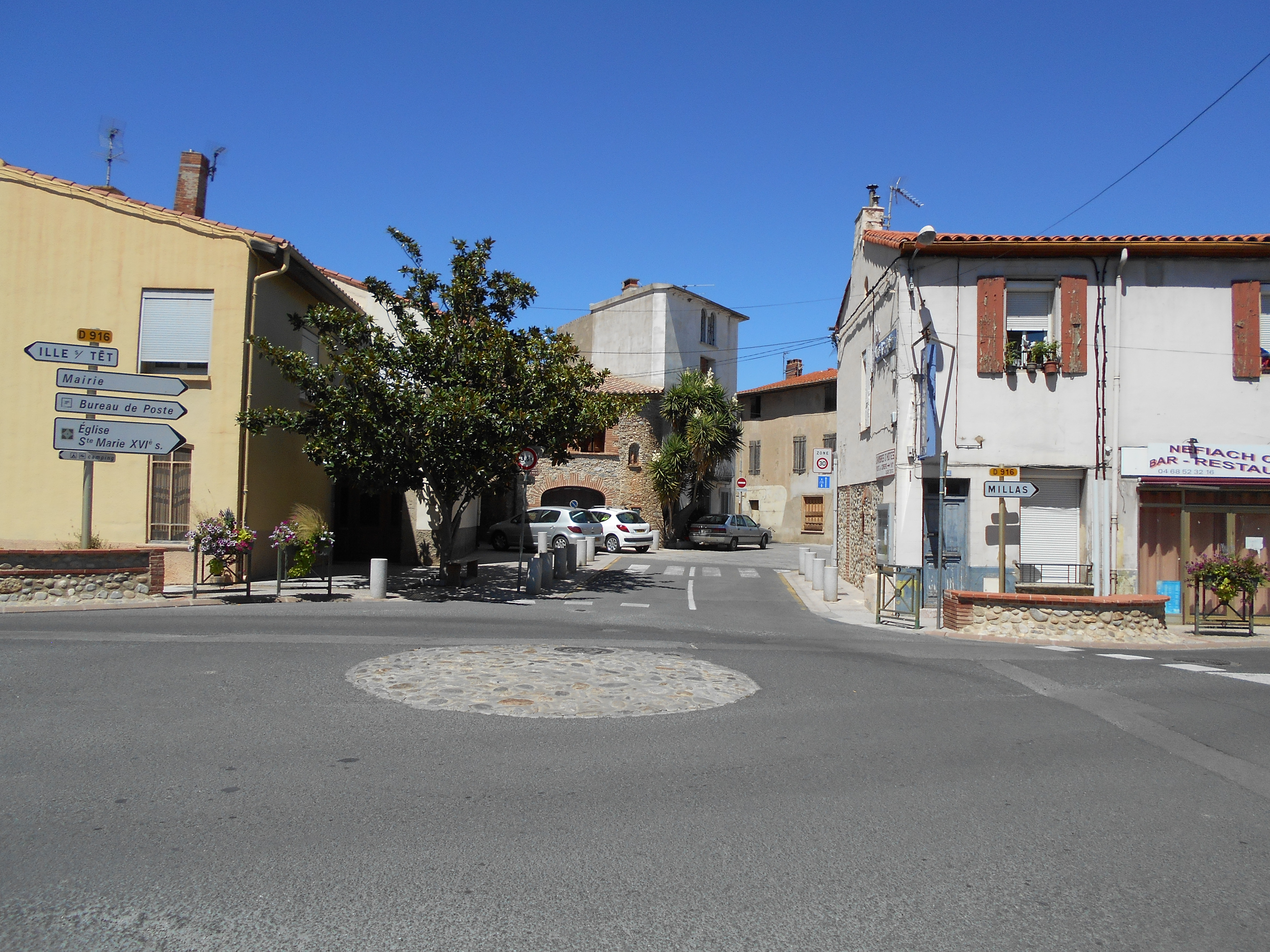
Entrada de la cellera de Nefiac

El poble de Nefiac no és dels que ha crescut gaire, els darrers temps. Així, el traçat urbà s'ha estès lleugerament, fins a arribar al Cementiri i a la Cava Cooperativa, la Copé, pel costat est, i al Firal, pel sud-oest. També al llarg de la carretera d'Illa han anat apareixent noves zones urbanitzades, amb la característica morfologia de les urbanitzacions (lotissements) rosselloneses, formades per un petit laberint de carrers interiors sense més que una o dues entrades i sortides.

### Els masos del terme
El terme comunal nefiaquès no és gaire extens; per això, el nombre de masos existents és reduït: el Casot d'en Manaut, el Cortal d'en Castany, abans Mas Galderic, el Cortal d'en Perona, el Cortal d'en Torner, abans Cortal Viader, Mas Badia, Mas Cerdà, Mas de la Guàrdia, la Juliana, o Mas de la Juliana, Mas dels Estanyols, Mas dels Xots, o Mas Condamí, Mas d'en Benet, Mas d'en Camó, o Mas Sant Juli, abans Cortal Domerga, Mas Fontanell, Mas Sant Gabriel, abans Viader, Mas Vidal, el Molí, o Molí de Nefiac, l'Orri i els Orris de les Casetes. El Mas de la Garriga és en ruïnes.
Com a construccions aïllades també cal assenyalar el dolmen anomenat el Menhir de la Juliana i la Gara, o Gara de les Canyotes. Alguns autors situen a Nefiac el dolmen anomenat l'Arca, però en realitat és dins del terme veí de Millars.

### Hidrologia
Com a totes les comunes del Riberal de la Tet, la Tet és el curs d'aigua vertebrador de la comuna. En el cas de Nefiac cal afegir-hi el darrer tram del Bulès, just abans de la seva desembocadura en la Tet, que ajuda a completar la part fèrtil del terme comunal. Un bon nombre de cursos d'aigua, tots ells d'irrigació, solquen la zona plana del terme comunal: l'Agulla de la Plaça, la del Camí Vell, la del Camp de l'Ambega, la del Camp de les Clotes, la del Camp de Lliriu, la del Camp del Mas, la de l'Eixau, la de les Colomines, la de les Escoles, la de les Feixes Tortes, la de l'Espinassera, la del Mas Badia, la del Mas Carrera, la del Mas Cerdà, la del Mas del Monjot, la del Mas d'en Baus, la del Molí, la dels Camps de Dellà, la dels Camps de Dellà Bulès, la dels Camps Grans, la dels Horts, el Rec o Agulla de les Arenes, el Rec de Nefiac i de Millars, el Rec Mitjà, el Sifó, o Sifó de l'Agulla dels Camps de Dellà Bulès, l'Ullal de l'Agulla de la Plaça, el del Camí Vell, el del Camp de l'Ambega, el del Camp del Mas, el de l'Eixau, el de les Escoles, el de les Feixes Tortes, el de l'Espinassera, el del Mas d'en Baus, el del Molí, el del Rec de les Arenes, el dels Camps Grans, el dels Horts i el del Sifó. Cal afegir-hi la Resclosa de l'Agulla dels Camps de Dellà.
A l'esquerra de la Tet, en el vessant del massís que separa la Tet de l'Aglí, es donen els únics torrents del terme nefiaquès: el Còrrec de la Mola, el de la Font del Ferrer, el de l'Home Mort i el de Venta Farina, el de les Casetes i el de l'Assalador, el d'en Cogullada i el de la Juliana.

### Orografia
El terme de Nefiac de la dreta de la Tet és totalment pla; a l'esquerra, amb alçàries entre els 110 i els 120 m alt; en canvi, hi ha el vessant meridional del massís que separa les valls de la Tet i de l'Aglí. És en aquesta banda que el relleu és una mica destacable, ja que hi assoleix els 290 m alt a la Jaça, els 260 al Roc Gran o els 203 al Puig Calbell.

### El terme comunal
Els indrets específics, o les partides, del terme de Nefiac són l'Arca, o Pla de l'Arca, el Bosc Comunal, les Bosigues Bones (ara desaparegudes), les Bosigues de la Font de la Mola, les Bosigues del Devés, les Bosigues de les Rotes (també desaparegudes), les Bosigues Dolentes, les Bosigues Mediocres, Camí de Bellestar, Camí de la Juliana, Camí de l'Arca, Camí de les Casetes, el Camp de l'Ambega, el del Bosc, el del Mas, el dels Albis, el dels Pruners, els de Dellà, els de Dellà del Bulès, els de la Ribera, els del Castanyer, els de l'Eixau, els de les Burgueres, els de les Canyotes, els de les Clotes, els de les Feixes Tortes, els de les Gironelles, els de les Rotes, els del Gavatx Blau, els de Lliriu, els dels Capellans, els d'en Villarac, els de Peirabruna, els Camps Grans, les Casetes, Cerigós, els Clots, les Colomines, les Creuetes, el Devès, o la Devesa, les Enganades, l'Espinassera, els Estanyols, Extra Juliana, el Farigolar, la Font de la Mola, les Garenes de la Dreta, les Garenes de l'Esquerra, la Jaça, la Juliana, la Martina, Mas Badia, Mas Cerdà, Mas d'en Baus, Mas Sant Gabriel, les Parets del Carretó, les Parregueres, o Esparregueres, el Roc Gran, les Teuleries, el Trescó, Vallavelles i Venta Farina.

## Transports i comunicacions

### Carreteres
Travessen el terme de Nefiac tres carreteres. D'una banda, la carretera D - 56 (Nefiac - D - 615, a Illa/Corbera) que no passa pel nucli urbà d'Illa. Travessa el centre del terme, del poble cap al sud-est.
La D - 66 (D - 615, a Illa - D - 56, a Illa/Nefiac/Millars) travessa el terme comunal d'Illa per la zona meridional sense passar pel nucli de població. Serveix d'enllaç entre les carreteres del terme.
La D - 615 (N - 116, a Bulaternera - els Banys d'Arles), que des de la N - 116 s'adreça al sud-est, passa pel poble de Bulaternera, i després va a buscar la vall del Bulès, cap al sud. Passa per Bula d'Amunt (12,8 quilòmetres), Sant Marçal (24), Teulís (30,6), Palaldà (59,7) i els Banys d'Arles (62,2).
La D - 916 (traçat antic de la N - 116), que uneix Nefiac amb Illa, cap a ponent (4,9 quilòmetres), i Millars (5,9), Sant Feliu d'Amunt (6,6), Sant Feliu d'Avall (9,4), el Soler (14,5) i Perpinyà (20,5), cap a llevant. Cap a ponent, més enllà d'Illa, s'uneix a la carretera N - 116 quan aquesta abandona el format d'autovia, tot just entrar en el terme de Bulaternera, que queda a 4,4 quilòmetres d'Illa.
Finalment, hi ha la carretera nacional N - 116 (Perpinyà - la Guingueta d'Ix), que venint de Perpinyà té forma d'autovia fins a prop de Bulaternera. Aquesta carretera, que passa al nord del nucli de població de Nefiac, ran de riu, serveix d'eix per a enllaçar aquesta vila amb la resta de poblacions nord-catalanes.

### Transport públic
Nefiac té un bon servei de transport públic. La línia 200 (Perpinyà - Prada) uneix les poblacions de Perpinyà, el Soler, Sant Feliu d'Avall, Sant Feliu d'Amunt, Millars, Nefiac, Illa, Bulaternera, Rodès, Vinçà, Marqueixanes, Eus i Prada. Aquesta línia ofereix cinc serveis diaris en direcció ponent, un d'ells de caràcter semidirecte, que té parada a Nefiac, i només tres a la inversa, un d'ells també semidirecte. No circula els dies festius.
Amb un traçat similar hi ha la línia 240, que ofereix quatre serveis diaris en direcció a Perpinyà i sis cap a Prada. Com l'altre, alguns d'aquests serveis és semidirecte, amb parada a Nefiac, i tampoc no circula els dies festius.
La línia 260, també amb recorregut i característiques semblants, té dos serveis diaris en cada direcció. Circula cada dia, però el diumenge amb horaris diferents.
La línia 220, de Perpinyà a Illa, ofereix quatre serveis diaris en cada direcció, i no circula els dies festius.

### Ferrocarril
Nefiac tenia estació de tren de la línia Perpinyà - Vilafranca de Conflent, on enllaça amb l'anomenat tren groc, de Vilafranca de Conflent a la Tor de Querol. És la línia 12 TER Llenguadoc Rosselló. El tren hi continua fent aturada discrecional, a petició dels viatgers, però l'estació ha estat suprimida, i l'edifici, venut. Actualment serveix de residència estival.

### Els camins del terme
Alguns dels camins del terme nefiaquès són interns del seu territori, com el Camí o Pista de la Jaça, el de la Juliana, el de l'Arca, el del Camp de les Rotes, el de les Casetes, el de les Colomines, el de les Enganades, el de l'Espinassera, el del Camp del Mas, el del Gavatx Blau, el de Lliriu, el del Mas Badia, el del Mas dels Xots, el dels Camps de Dellà, abans de Dellà de la Ribera, el dels Camps de Dellà Bulès, el dels Clots, el dels Estanyols, el de Vallavelles i el del Cementiri. Hi ha alguns camins ja desapareguts, com el de les Bosigues, el de les Bosigues Bones i la Carrerada de Reglella. D'altres camins són d'enllaç amb els pobles dels voltants, com el Camí de Bellestar, el de Corbera, el de Montner, o de les Clarianes, el de Tuïr, el Camí Vell de Bellestar, el de Millars, la Ruta de Millars, la d'Illa, i la Via Ràpida. Esment a part mereix el Camí Realet.

## Activitats econòmiques
La base de l'economia de Nefiac és l'agricultura, de forma destacada. Hi ha més de 500 ha conreades, amb unes 125 explotacions agrícoles en activitat. Gairebé la meitat de les terres es destinen a fruiters, sobretot préssecs i albercocs; just després ve el conreu de la vinya, amb vins de qualitat de denominació d'origen controlada. A més distància es troba l'horta, que dona sobretot enciams, però també escaroles, tomàquets, julivert, espàrrecs i pastanagues. Els pagesos s'agrupen en el Celler Cooperatiu i en la Societat Cooperativa Central de Compres i Aprovisionaments Agrícoles.
La presència de la indústria és minsa: a part dels obradors artesans habituals a tots els pobles, Nefiac té una petita empresa d'una cinquantena de treballadors per a fer embalatges. El turisme de pas per Nefiac pot comptar amb un càmping.

## Història

### Edat mitjana
Ja al segle x hi ha testimonis documentals de la presència del poble: Nifragu i Nifiagum el 968, villa de Nisifiaco el 1100, i ja Nefiac el 1168. Artau de Castellnou n'era senyor, alhora que consenyor de Millars; fou ell qui el 1163 obtenia de Ponç, senyor d'Illa, el permís per a disposar de l'aigua que havia d'alimentar els molins de Nefiac i de Millars. i foren membres d'aquesta família qui tingueren el senyoriu o consenyoriu de Nefiac. D'aquesta branca dels Castellnou passà als senyors de Millars ja al segle xiv, fins que el 1414 els dos germans Jaume de Millars i Sibil·la, muller de Guillem de Bellera, fills d'Arnau II de Castellnou, vengueren la possessió de Nefiac a Ramon de Perellós, els descendents del qual encara la tenien el 1592.
En mans dels de Perellós al llarg del primer segle de l'edat moderna, el 1595 l'adquiria Alexis Albert, el fill del qual, Felip Albert, encara la tenia el 1615. Del 1640 al 1673 consta com a senyor de Nefiac Francesc Joan d'Orís de Vallgornera, a qui fou confiscat el 1673 rl senyoriu pel rei de França. El 1683 aquest senyoriu era atribuït al Baró de Montclar, juntament amb Millars, i el 1719 era integrat en el Marquesat de Millars, en mans d'Esteve de Blanes. Una descendents seva, Maria Àngela de Blanes, s'exiliava el 1793, en aplicació dels canvis de propietats de la terra derivats de la caiguda de l'Antic Règim.

## Demografia

### Demografia antiga
La població està expressada en nombre de focs (f) o d'habitants (h)
| 20 f | 12 f | 11 f | 6 f | 20 f | 77 f | 120 f | 128 f | 627 h | 128 f | 162 f | 612 h |

Font: Pélissier 1986

### Demografia contemporània
| Evolució de la població |      |      |      |       |       |       |       |       |
| 1793                    | 1800 | 1806 | 1821 | 1831  | 1836  | 1841  | 1846  | 1851  |
| 796                     | 774  | 857  | 935  | 1.017 | 1.007 | 1.043 | 1.094 | 1.085 |

| 1856 | 1861  | 1866  | 1872  | 1876  | 1881  | 1886  | 1891  | 1896  |
| ---- | ----- | ----- | ----- | ----- | ----- | ----- | ----- | ----- |
| 989  | 1.052 | 1.038 | 1.023 | 1.087 | 1.097 | 1.109 | 1.064 | 1.091 |

| 1901  | 1906  | 1911  | 1921 | 1926 | 1931 | 1936 | 1946 | 1954 |
| ----- | ----- | ----- | ---- | ---- | ---- | ---- | ---- | ---- |
| 1.062 | 1.031 | 1.046 | 909  | 912  | 918  | 908  | 794  | 838  |

| 1962 | 1968 | 1975 | 1982 | 1990 | 1999 | 2006 | 2008  | 2011  |
| ---- | ---- | ---- | ---- | ---- | ---- | ---- | ----- | ----- |
| 853  | 830  | 746  | 713  | 835  | 789  | 943  | 1.039 | 1.189 |

| 2013  |
| ----- |
| 1.227 |

Fonts: Ldh/EHESS/Cassini fins al 1999, després INSEE a partir deL 2004

### Evolució de la població

Població 1962-2008

## Administració i política

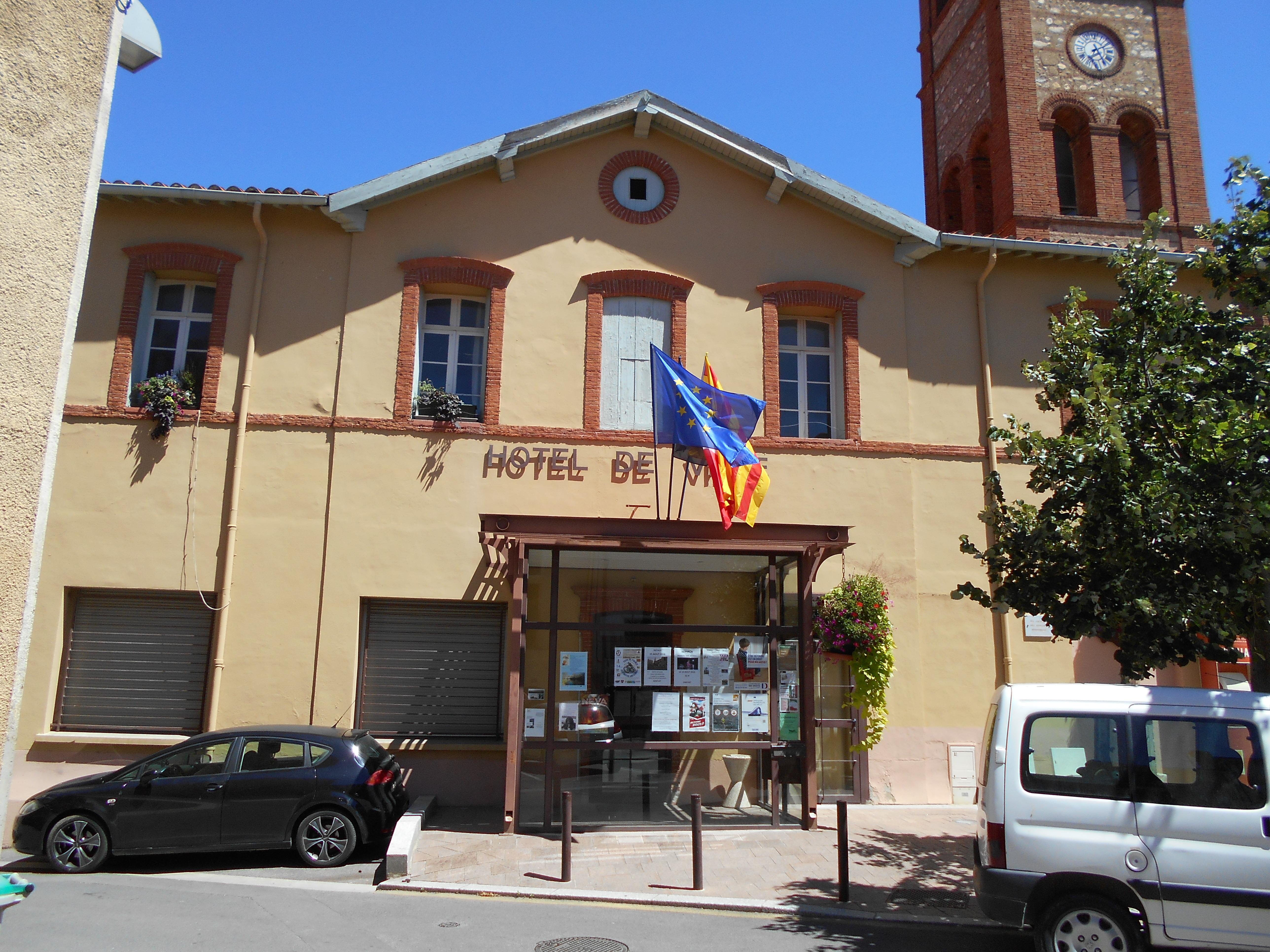
La Casa del Comú

### Batlles
| Període                       | Nom            | Opció política | Comentaris |
| ----------------------------- | -------------- | -------------- | ---------- |
| - Març del 2006               | Bernard Payrou |                |            |
| Març del 2006 - Moment actual | Claude Moret   |                |            |

### Legislatura 2014 - 2020

#### Batlle
- Claude Moret.

#### Adjunts al batlle[9]
- 1a: Roberte Gibert
- 2n: Michel Vallier
- 3r: Patrice Vila.

#### Consellers municipals
- Sylvia Andolfo
- Roland Cayro
- Florence Magnan Pons
- Lucie Massies
- Sylvie Oliu
- Gabriel Schnebelen
- Christophe Payrou
- Sandrine Sevin
- Sébastien Tubau
- Cyril Lys
- Frédérique Chazalmartin.

### Adscripció cantonal

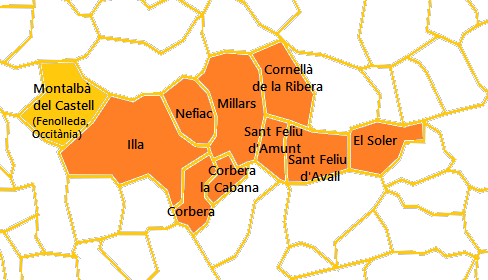
Mapa del Cantó de la Vall de la Tet

A les eleccions cantonals del 2015 el poble de Nefiac ha estat inclòs en el cantó número 16, denominat La Vall de la Tet, amb capitalitat al poble del Soler. Està format per la vila d'Illa i els pobles de Corbera, Corbera la Cabana, Cornellà de la Ribera, Millars, Nefiac, Sant Feliu d'Amunt, Sant Feliu d'Avall i el Soler, tots de la comarca del Rosselló, i Montalbà del Castell, de la Fenolleda (nou agrupament de comunes fruit de la reestructuració cantonal feta en saó de les eleccions cantonals i departamentals del 2015). Són conselleres per aquest cantó Damienne Beffara, batllessa de Millars i Robert Olive, batlle de Sant Feliu d'Amunt, tots dos del Partit Socialista.

### Serveis comunals mancomunats
Nefiac forma part de la Comunitat de comunes de Rosselló - Conflent, amb capitalitat a Illa, juntament amb Illa, Bellestar, Bula d'Amunt, Bulaternera, Casafabre, Corbera, Corbera la Cabana, Cornellà de la Ribera, Glorianes, Millars, Montalbà del Castell, Prunet i Bellpuig, Rodès, Sant Feliu d'Amunt i Sant Miquel de Llotes.

## Ensenyament i cultura
Nefiac disposa del Grup Escolar Bernard Peyrou, on hi ha l'escola maternal i la d'estudis primaris. Pel que fa als estudis secundaris, els nois i noies de Nefiac poden assistir als col·legis propers d'Estagell, Illa, Sant Esteve del Monestir, el Soler, Toluges o Tuïr. Pel que fa al batxillerat, els liceus més propers són a Perpinyà i Ribesaltes.
Nefiac disposa d'una mediateca que sol obrir tres dies a la setmana.

## Persones il·lustres
- Paul Constans (1857 - 1931), polític, diputat a l'Assemblea Nacional francesa
- Adrien Sobra (1897-1985), escriptor
- Joan Villanove (1939), historiador